# Музей сучасного мистецтва (Скоп'є)
Музей сучасного мистецтва (мак. Музеј на современата уметност) — музей сучасного мистецтва в Скоп'є, столиці Північної Македонії.

## Історія
Після землетрусу в Скоп'є 1963 року, котрий зруйнував значну частину міста, люди з усього світу надавали місту допомогу. Свою лепту внесли й художники, які подарували місту свої роботи (серед них були Джузеппе Сантомазо, ХАП Грісхабер, Петар Лубарда). Колекціонер наївного мистецтва Герхард Ледіч подарував місту свою колекцію. У жовтні Міжнародна асоціація художників (AIAP) на своєму з'їзді закликала підтримати починання колег, і в різних країнах були організовані заходи з придбання творів мистецтва для зруйнованого міста. На основі отриманих в дар робіт адміністрацією Скоп'є 11 лютого 1964 року було прийнято рішення про заснування Музею сучасного мистецтва.
У 1966 році група варшавських архітекторів (Клишевський, Вежбіцький та Мокжінський) виграла конкурс на проектування будівлі нового музею. Почалося будівництво 5 квітня 1969, і вже 13 листопада 1970 року відбулося його урочисте відкриття.

## Колекція
Колекція поділена на два розділи: вітчизняне і зарубіжне мистецтво. Більшу частину колекції складають роботи 50-х, 60-х і 70-х років XX століття, також в ній представлені понад сто творів раннього модерну.

### Зарубіжні майстри
У музеї представлені роботи таких іноземних живописців і скульпторів, як Пабло Пікассо, Ганс Гартунг, Віктор Вазарелі, Алекс Кац, Александр Колдер, П'єр Сулаж, Генрик Стажевський, Альберто Буррі, Крісто і Жан-Клод, Енріко Бай, Роберт Якобсен, Ет'єнн Айду, Золтан Кемені, Еміліо Ведова, Антоні Клаве, Георг Базеліц, Андре Массон, Фернан Леже, Франтішек Музика, Еміль Філла, Джаспер Джонс, Девід Гокні, Бернар Бюффе, Віфредо Лам, П'єр Альошинський, Софу Тесігахара, Душан Джамоня, Ян Штурса.

### Майстри Північної Македонії
З діячів мистецтва Північної Македонії представлені: Дімітар Панділов, Лазар Ліченоський, Нікола Мартіноський, Димо Тодоровський, Дімітар Кондовський, Рісто Лозаноський, Петар Мазев, Душан Перчинков, Родолюб Анастасов, Танас Луловський, Йордан Грабулоський, Анета Светієва, Дімітар Манєв, Глигор Стефанов, Петре Ніколоський, Благоя Маневський, Йован Шумковський та інші.

## Будівля музею
Будівля площею більше п'яти тисяч квадратних метрів складається з трьох з'єднаних між собою корпусів і побудовано в стилі пізнього модернізму. Авторами проекту виступили польські архітектори з групи «Тигри». Крім залів постійної експозиції та тимчасових виставок, тут передбачені лекторій, кінотеатр на 120 місць, бібліотека, архів, сховище, допоміжні і адміністративні приміщення.

## Галерея

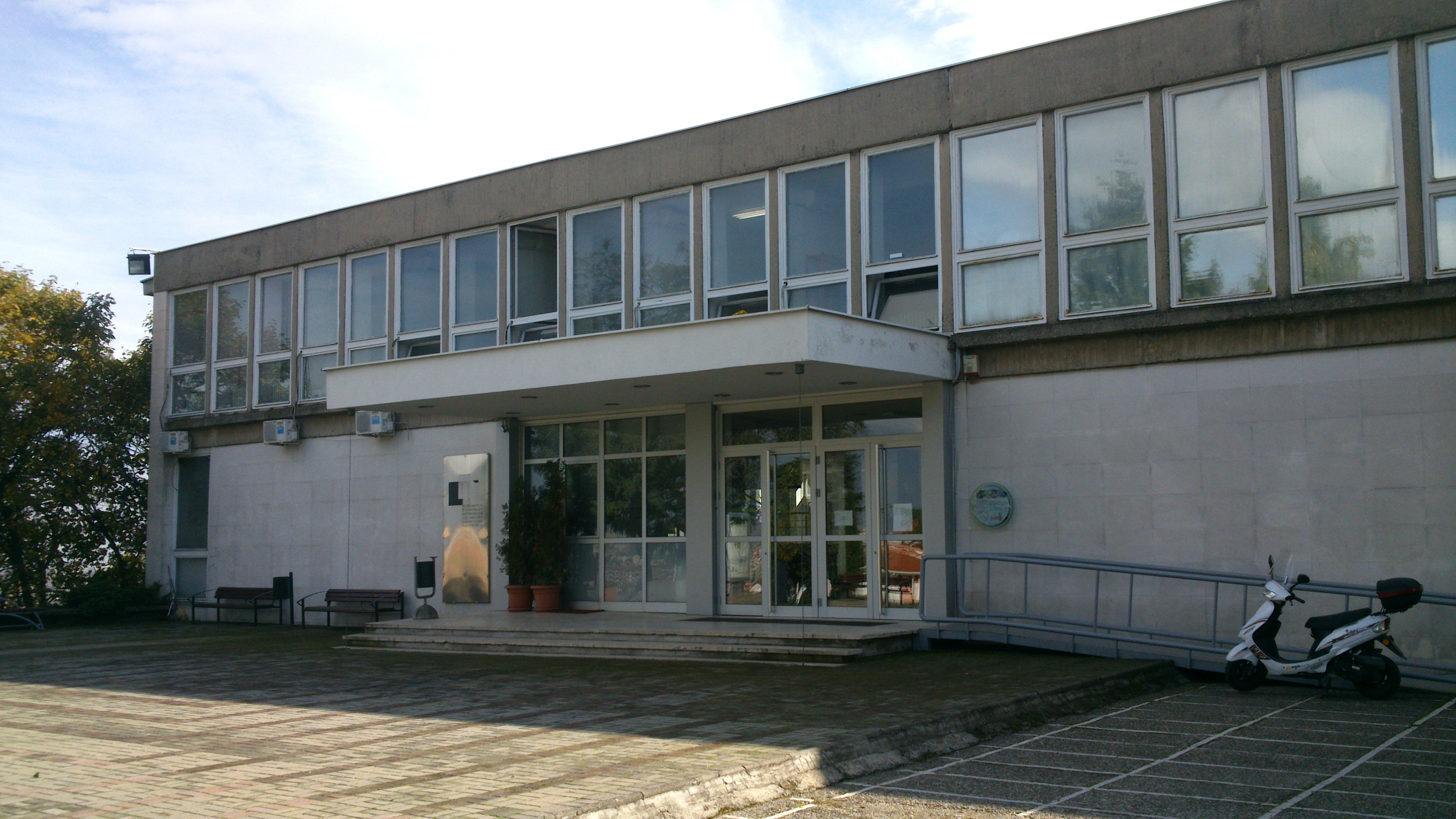
Головний вхід до музею
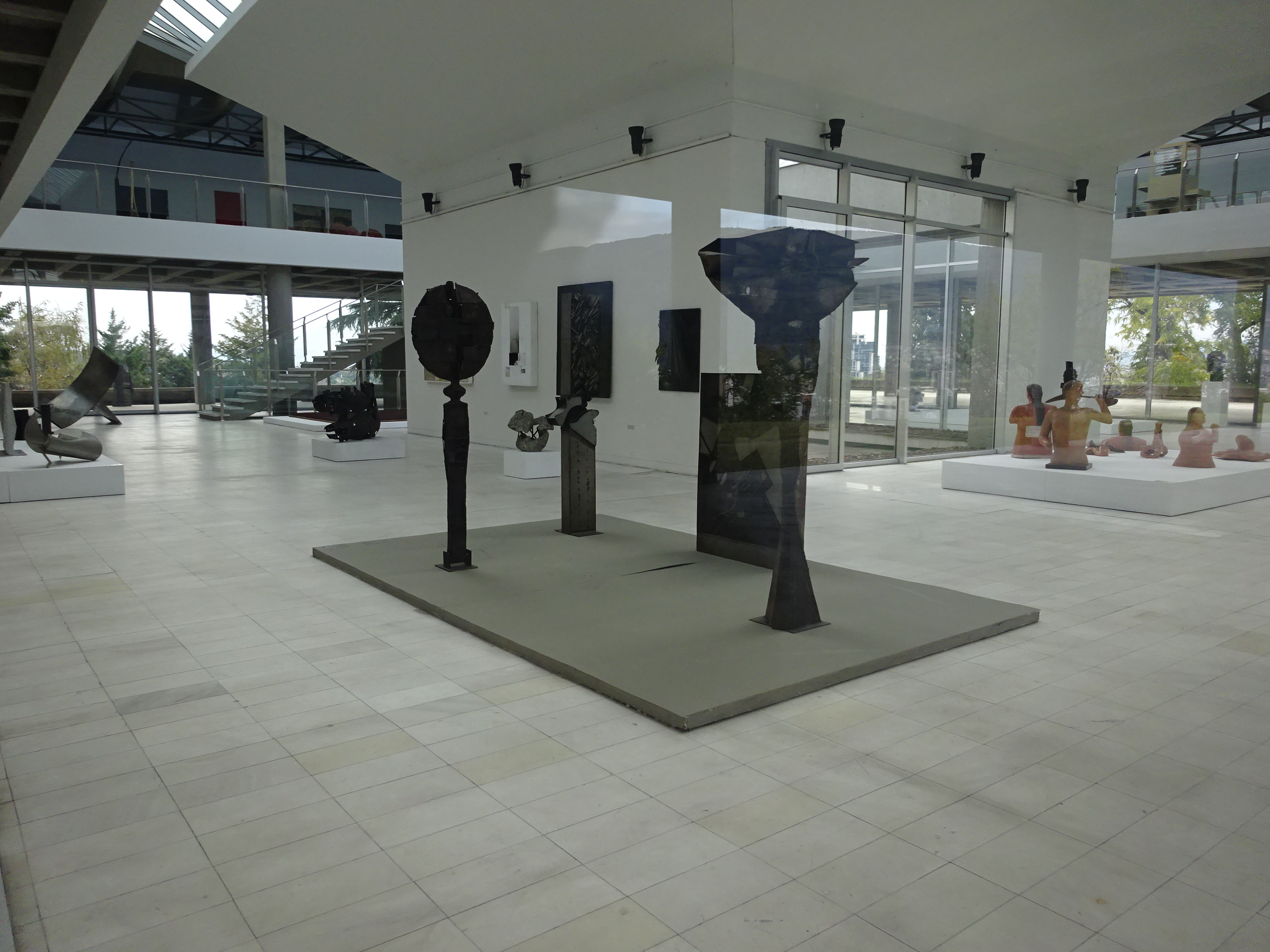
Інтер'єр музею
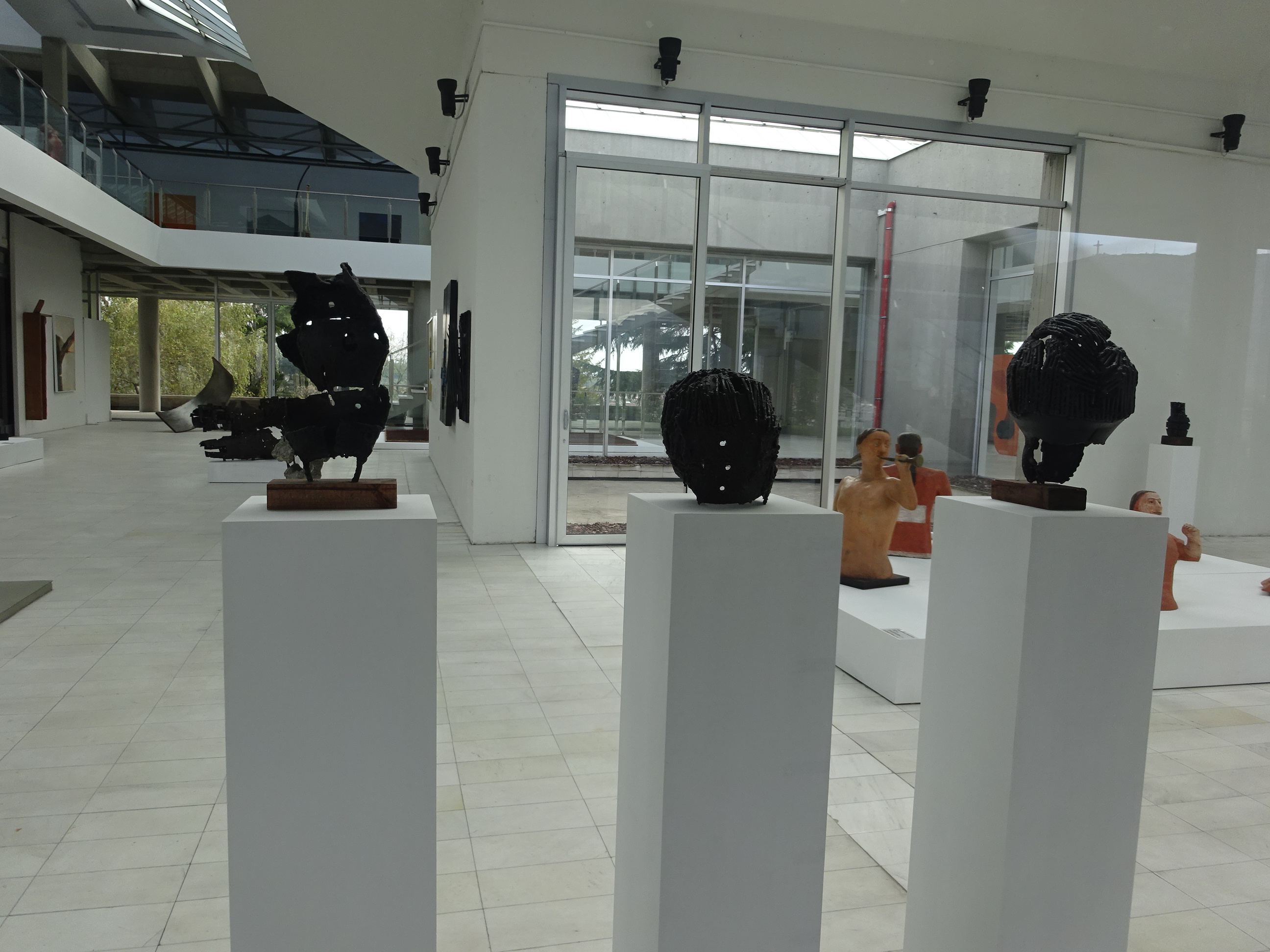
Скульптури в залах музею